# José Leonardo Chirino
José Leonardo Chirino (Curimagua, Falcón, 25 de abril de 1754-Caracas, 10 de diciembre de 1796) fue un zambo venezolano que lideró una fallida insurrección en busca del establecimiento de la república en el país y la abolición de la esclavitud. Aunque fue un hecho de carácter local, un levantamiento que obedeció a una situación específica, propia de las condiciones sociales generadas por la esclavitud, tuvo inspiración en las insurrecciones de negros africanos.

## Biografía

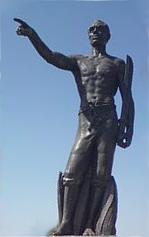
Estatua de José Leonardo Chirino en el aeropuerto homónimo en Coro.

José Leonardo Chirino fue hijo único de una indígena libre y de un negro esclavo perteneciente a una familia criolla de apellido Chirino; es entonces, un zambo libre. Se casó con una esclava llamada María de los Dolores con quien tuvo 3 hijos: María Bibiana, Rafael María y José Hilario. José Tellería, rico comerciante y síndico procurador de Coro, solía realizar viajes de negocios a las Antillas, y en más de una ocasión Chirino se embarca como acompañante. Parece que es en el territorio del actual Haití, donde el zambo establece  más intenso contacto con las ideas y la práctica revolucionaria que tuvieron su epicentro en Francia; la noticia del momento son los levantamientos de esclavos liderados por Toussaint-Louverture y las tendencias republicanas que pugnan por imponerse sobre el régimen colonial.
José Tellería se entera de tales convulsiones y la cuestión le preocupa, Chirino también está al tanto, pero esto, en lugar de preocuparlo, lo estimula: la libertad e igualdad tenía que estimular a alguien que jamás ha visto un movimiento similar en Tierra Firme. Asimismo, estableció contacto con el proceso que se vivía en Haití donde los negros esclavos se habían levantado contra los blancos y estaban luchando con éxito para obtener su libertad. De regreso a Venezuela se incorporó a un grupo de conjurados que se reunían en el trapiche de la hacienda Macanillas (Curimagua, Edo. Falcón), entre los que se encontraba José Caridad González, un negro congolés muy informado de las ideas de la Revolución francesa.
Todo esto le sirvió a Chirino para encabezar el 10 de mayo de 1795 un movimiento armado desde la mencionada hacienda. Tras el fracaso de esta insurrección, Chirino fue perseguido y hecho preso por traición de un amigo en agosto del mismo año. La Real Audiencia de Caracas lo condenó a la horca y una vez ejecutada la sentencia el cuerpo de Chirino fue descuartizado el 10 de diciembre de 1796.
Este levantamiento escenificado en la serranía de Coro por un conjunto de esclavos e indígenas tuvo por objeto la abolición de los esclavos y la supresión de los numerosos impuestos, así como el establecimiento de un régimen inspirado en el haitiano (la Asamblea Nacional francesa había otorgado la ciudadanía a los hombres libres de color en 1792). 

### Antecedentes
Distintas causas dieron origen a este movimiento. La variable condición en que se encontraban los negros, que eran unos libres y otros esclavos; la de los indios, que eran respecto a los tributos, unos exentos y otros demorados (la demora era la obligación de trabajar en las minas 8 meses al año). En el trato de los unos con los otros, tanto los negros esclavos como los indios “demorados” se daban cuenta de lo injusto de su situación. Así estaban las cosas cuando circuló el rumor de que el Rey de España Carlos III había acordado flexibilizar el régimen de la esclavitud; se decía que la cédula que esto ordenaba habría llegado a Venezuela, pero las autoridades coloniales y especialmente el Cabildo de Caracas se oponían a darle cumplimiento, por ser atentatoria a los derechos de los propietarios.
Este rumor fue dispersado desde 1770 por un africano conocido como Cocofio. Después de su muerte en 1792, esta constante insistencia sobre la libertad de los esclavizados fue retomada y reactivada por los cimarrones africanos procedentes de las colonias holandesas, francesas e inglesas. Varios centenares de estos cimarrones que se fugaron de las colonias extranjeras se refugiaron en la región de Coro, donde existían diferentes vías que abrían el paso a los esclavizados africanos insulares que se liberaron.
La idea de implantar lo que entonces era conocido como "La Ley de los Franceses", que no es otra cosa que la República, el legado fundamental de la Revolución Francesa, va ganando adeptos entre los negros esclavos y libres, zambos, indios y mestizos. Pero el detonante decisivo de las convulsiones de 1795 es de orden más pragmático, más doméstico. Por esos días ejerce funciones de recaudador de rentas Juan Manuel Iturbe, a quien suele pasársele la mano a la hora del rigor y los castigos, y es contra esa situación en particular, que humilla y enardece a los labradores, que Chirino se levanta en armas. La otra figura descollante de la rebelión es el negro José Caridad González, un hombre culto y defensor de los derechos de los esclavos.

### Insurrección
El 10 de mayo de 1795, Chirino en compañía de José Caridad González, gestan  y comienza a expandirse en la mencionada hacienda de Macanillas, cerca del Valle Curimagua; los alzados buscan tomar algunas propiedades de la zona, con la idea de incorporar hombres a la revuelta antes de llegar a Coro, como lo hacen en efecto bajo el mando de Juan Cristóbal Acosta, pues Chirino se queda para organizar otro grupo.   
Los insurgentes proclamaron abiertamente sus objetivos:
- La aplicación de la “Ley Francesa”, significando el establecimiento de una república democrática;
- La libertad de los africanos esclavizados y la abolición de la esclavitud;
- La supresión de tributos pagados por los indígenas (demora) y los impuestos como la “alcabala”;
- La eliminación de la aristocracia blanca.[5]

El dominio ejercido por la sociedad criolla en las regiones tomadas por los alzados entra en crisis; en las haciendas que caen en poder de estos se impone la supresión de la esclavitud, la eliminación de los privilegios y de los impuestos de alcabala.
La idea inicial de llegar a Coro sufre un primer contratiempo luego de los éxitos iniciales, ya que los alzados deciden permanecer en las zonas tomadas. En el entretiempo, la sociedad criolla tiene oportunidad de organizarse y de conseguir refuerzos, enteradas las autoridades de que las armas que en el llano, al sur de Coro, tomaron posiciones; llevaban, además de otras armas de fuego, 2 cañones pedreros. Cuando los negros acometieron desordenadamente, sus columnas fueron destrozadas. En la corta refriega murieron 25 negros y quedaron 24 heridos.

### Consecuencias
Este movimiento, de hondas Raíces sociales, llamó la atención de las autoridades coloniales sobre las diferencias existentes y las injusticias, particularmente en lo tocante al cobro de impuestos a las clases humildes. Aunque fracasó, no fue estéril, porque a la postre se redujeron los impuestos y se cobraron con sentido más humano. 
Además esta insurrección es considerada por los historiadores como el primer movimiento preindependentista de Venezuela, que abrió el paso para los movimientos de José María España y Manuel Gual, Francisco de Miranda y hasta para el de Simón Bolívar.

### Ejecución de Chirino
José Leonardo Chirino no llegó a tiempo para participar en el combate, al saber la derrota se internó en la serranía, trata de reorganizarse. Escribe al cacique y a los indios de Pecaya, pidiéndoles incorporación a la lucha y prometiéndoles que no pagarían demora; esto es, un tributo especial de los indígenas y que ahora se les cobraba en dinero en efectivo. Sin embargo, tres meses después la traición de un antiguo compañero facilita su captura y es trasladado hacia Caracas, donde la Real Audiencia lo condena a muerte por delito de subversión. Se le condena «a muerte de horca que se ejecutará en la plaza principal de esta capital adonde será arrastrado desde la Cárcel Real, y verificada su muerte, se le cortará la cabeza y las manos y se pondrá aquella en una jaula de fierro sobre un palo de veinte pies de largo en el camino que sale de esta misma ciudad para Coro y para los Valles de Aragua, y las manos serán remitidas a esa misma ciudad de Coro para que una de ellas se clave en un palo de la propia altura y se fije en la inmediación de la aduana llamada de Caujarao, camino de Curimagua, y la otra en los propios términos en la altura de la sierra».
Su hija Bibiana fue vendida por 200 pesos y a sus dos hijos (José Hilario y Rafael María) los vendieron por 120 y 150 pesos respectivamente. Y como última medida se incluye en el escudo de la ciudad de Coro las tres cabezas degolladas y sangrantes de José Leonardo y sus lugartenientes, como pública advertencia a quienes tuvieran pensado levantarse contra Dios y el Rey.
La condena es realizada conforme a la tradición colonial y en concordancia con los agravios infligidos por el alzado a los sectores dominantes. El 10 de diciembre de 1796, Chirino es inmolado en la horca, en plaza pública y su cuerpo fue descuartizado y colocadas sus partes en distintos lugares.

## Legado y conmemoración
Con el objeto de cumplirse en 1995, 200 años de la rebelión liderada por Chirino, el Ejecutivo Nacional, el Congreso de la República y diversas instituciones culturales del país, acordaron homenajear al luchador social. Entre los actos conmemorativos, se develó una placa en el Panteón Nacional, el 10 de mayo de 1995, con lo cual quedó reconocida oficialmente su presencia al lado de los otros próceres venezolanos.
En el 2005 fue decretado el 10 de mayo como "Día de la Afrovenezolanidad" , por el entonces presidente de la Asamblea Nacional, Nicolás Maduro, para conmemorar 210 años de la rebelión de Leonardo Chirino en la Sierra de Coro.
El 10 de mayo de 2015 se develó una placa del héroe en la plaza Bolívar de Caracas en el mismo sitio donde Chirino fue ejecutado el 10 de diciembre de 1796.
El aeropuerto de Coro lleva su nombre, así como el 421 Batallón de Infantería Paracaidista de la Fuerza Armada Bolivariana de Venezuela.